# Mchitar Manukjan
Mchitar Manukjan (* 20. září 1973 Leninakan) je bývalý sovětský a arménský zápasník – klasik, bronzový olympijský medailista z roku 2004, který od roku 1997 reprezentoval Kazachstán

## Sportovní kariéra
Zápasení se věnoval od 13 let. Specializoval se na řecko-římský styl. V arménské mužské reprezentaci se pohyboval od roku 1993 ve váze do 62 kg. V roce 1996 se kvalifikoval na olympijské hry v Atlantě, kde ve druhém kole prohrál těsně 2:3 na technické body s Ukrajincem Hryhorijem Kamyšenkem. Přes opravy vybojoval 7. místo.
V roce 1997 přijal nabídku reprezentovat Kazachstán. V roce 2000 startoval jako dvojnásobný mistr světa ve váze do 63 kg na olympijských hrách v Sydney. V Sydney však prožil velké zklamání, když v základní skupině prohrál s Kubáncem Juanem Marénem těsně 3:5 na technické body a nepostoupil do vyřazovacích bojů. V roce 2001 se oženil a k vrcholovému sportu se vrátil postupně s blížícíme se olympijskými hrami v Athénách v roce 2004 ve váze do 66 kg. V Athénách zvládl postoupit ze čtyřčlenné základní skupiny z prvního místo do semifinále proti Turku Şerefu Eroğluovi. Semifinále mu však nevyšlo a po prohře na lopatky v poslední minutě zápasu nastoupil v boji o třetí místo proti Švédu Jimmy Samuelssonovi. Od úvodu na svého soupeře vletěl a ve druhé minutě zápasu vedl 8:0 na technické body. Bodový náskok udržel až do konce hrací doby a získal bronzovou olympijskou medaili. Sportovní kariéru ukončil v roce 2005. Věnuje se trenérské práci.

## Výsledky
| Turnaj             | Sovětský svaz | Sovětský svaz | Arménie | Arménie | Arménie | Arménie | Arménie | Kazachstán | Kazachstán | Kazachstán | Kazachstán | Kazachstán | Kazachstán | Kazachstán | Kazachstán |  |
| Turnaj             | 1990          | 1991          | 1992    | 1993    | 1994    | 1995    | 1996    | 1997       | 1998       | 1999       | 2000       | 2001       | 2002       | 2003       | 2004       |  |
| Turnaj             | 17            | 18            | 19      | 20      | 21      | 22      | 23      | 24         | 25         | 26         | 27         | 28         | 29         | 30         | 31         |  |
| Turnaj             | -52           | -62           | -62     | -62     | -62     | -62     | -62     | -63        | -63        | -63        | -63        | -63        | -66        | -66        | -66        |  |
| ------------------ | ------------- | ------------- | ------- | ------- | ------- | ------- | ------- | ---------- | ---------- | ---------- | ---------- | ---------- | ---------- | ---------- | ---------- |  |
| Olympijské hry     |               |               | —       |         |         |         | 7.      |            |            |            | úč.        |            |            |            | 3.         |  |
| Mistrovství světa  | —             | —             |         | úč.     | úč.     | 3.      |         | 5.         | 1.         | 1.         |            | —          | —          | úč.        |            |  |
| Mistrovství Evropy | —             | —             | —       | 4.      | úč.     | úč.     | 3.      |            |            |            |            |            |            |            |            |  |
| Asijské hry        |               |               |         |         |         |         |         |            | 2.         |            |            |            | úč.        |            |            |  |
| Mistrovství Asie   |               |               |         |         |         |         |         | 1.         |            | 1.         | 4.         | —          |            | 5.         | —          |  |
| MS nadějí          |               | —             |         | 3.      |         |         |         |            |            |            |            |            |            |            |            |  |
| MS juniorů         | 1.            | 1.            |         |         |         |         |         |            |            |            |            |            |            |            |            |  |